# Benoitia
Genre
Benoitia est un genre d'araignées aranéomorphes de la famille des Agelenidae.

## Distribution
Les espèces de ce genre se rencontrent en Afrique, en Asie et en Europe du Sud.

## Liste des espèces
Selon World Spider Catalog (version 21.0, 07/04/2020) :
- Benoitia agraulosa (Wang & Wang, 1991)
- Benoitia bornemiszai (Caporiacco, 1947)
- Benoitia deserticola (Simon, 1910)
- Benoitia lepida (O. Pickard-Cambridge, 1876)
- Benoitia ocellata (Pocock, 1900)
- Benoitia raymondeae (Lessert, 1915)
- Benoitia rhodesiae (Pocock, 1901)
- Benoitia tadzhika (Andreeva, 1976)
- Benoitia timida (Audouin, 1826)
- Benoitia upembana (Roewer, 1955)

## Publication originale
- Lehtinen, 1967 : Classification of the cribellate spiders and some allied families, with notes on the evolution of the suborder Araneomorpha. Annales Zoologici Fennici, vol. 4, p. 199-468.